# Mascarenichthys
Mascarenichthys är ett släkte av fiskar. Mascarenichthys ingår i familjen Bythitidae.
Kladogram enligt Catalogue of Life:
| Mascarenichthys | \| \| Mascarenichthys heemstrai \| \| \| \| \| \| Mascarenichthys microphthalmus \| \| \| \| |
|                 | \| \| Mascarenichthys heemstrai \| \| \| \| \| \| Mascarenichthys microphthalmus \| \| \| \| |
|                 | Mascarenichthys heemstrai                                                                    |
|                 |                                                                                              |
|                 | Mascarenichthys microphthalmus                                                               |
|                 |                                                                                              |